# Coelogyne taronensis
Coelogyne taronensis är en orkidéart som beskrevs av Heinrich von Handel-Mazzetti.
Coelogyne taronensis ingår i släktet Coelogyne och familjen orkidéer. Inga underarter finns listade i Catalogue of Life.